# Gerrit Feiko Janssonius
Dr. ir. Gerrit Feiko Janssonius (Groningen, 5 januari 1911 – Amsterdam, 4 augustus 1990) was een Nederlands civiel ingenieur.
Hij is zoon van Hindrik Haijo Janssonius en Anna Margaretha Kwint. Vader was van huis uit apotheker, maar was ook ambtenaar voor wetenschappelijke beschrijving van Indische houtsoorten, onderzoeker naar Javaanse houtsoorten en naar farmaceutische plantendelen; schreef samen met J.W. Moll Micrographie des Holzes en verkreeg in 1946 de gouden Hanbury Medal (naar Daniel Hanbury) van de "Royal Pharmaceutical Society of Great Britain". Gerrit Feiko Janssonius trouwde in 1941 met kunstenares Sijtske van der Hoek, zij was afkomstig uit een ingenieursgezin (Egbert Cornelis van de Hoek). Hij werd voor zijn werk in 1972 benoemd tot officier in de Orde van Oranje-Nassau. Het werd gecremeerd op Westgaarde. De rouwadvertentie vermeldde: "Zijn leven was gewijd aan de bruggen van Amsterdam en de ontwikkeling van de betontechniek, zowel nationaal als internationaal".
Hij kreeg zijn opleiding aan het Amsterdams Lyceum en trok vervolgens naar de Technische Hogeschool Delft, waar hij in 1931 slaagde voor propedeuse civiel ingenieur en in 1935 voor het ingenieursexamen. Via het proefschrift Nieuwe vereffeningsmethoden voor het berekenen van balkroosters verkreeg hij de graad doctor in de Technische Wetenschap. Hij was toen al enige tijd werkzaam geweest bij het Rijk. Janssonius was van 1946 tot 1951 werkzaam bij de Dienst der Publieke Werken bij de afdeling Beheer Terreinen. Vanaf 1951 tot zijn pensioen in 1976 was hij de leidinggevende bij de Afdeling Bruggen met architecten Piet Kramer, Dick Slebos, Dirk Sterenberg etc. Hij was medeverantwoordelijk voor de techniek achter de Utrechtsebrug (van Kramer, Janssonius was betrokken bij de bouw van de voorgespannen betonnen overspanning), de Torontobrug en de bruggen rondom de Houtmankade. Hij was er tevens verantwoordelijk voor dat een van de originele dubbele houten ophaalbruggen van de stad, de Sloterdijkerbrug niet gesloopt werd, maar grondig gerenoveerd. Daarentegen werd er onder zijn leiding ook druk teruggerestaureerd, dat wil zeggen moderne bruggen met een historisch karakter of historisch uitziende bruggen die dat niet zijn.
Van 1957 tot 1977 was hij hoofdredacteur van het blad Cement (over bouw); tevens was hij van 1953 tot 1966 voorzitter van StuVo (betononderzoek, 1953-1967). In die laatste functie organiseerde hij internationale samenwerking op het gebied van bouw (Fédération Internationale de la Pré-contrainte, FIP). Hij was er achtereenvolgens eerst lid uitvoerend bestuur (1955-1966), vicepresident (1966-1970) en president (1970-1975). FIP onderscheidde hem in 1982 met de FIP-medaille; Janssonius moest er wel voor naar Stockholm.